# Uniwersytet w Montpellier
Uniwersytet w Montpellier – francuski uniwersytet położony w mieście Montpellier. Jako datę założenia przyjmuje się bullę Quia Sapientia papieża Mikołaja IV z 1289.

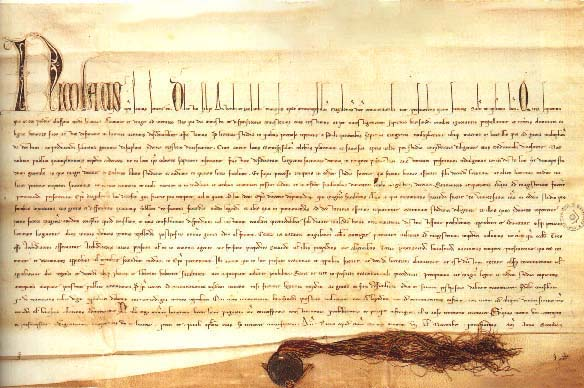
Bulla Quia Sapientia z 1289 roku
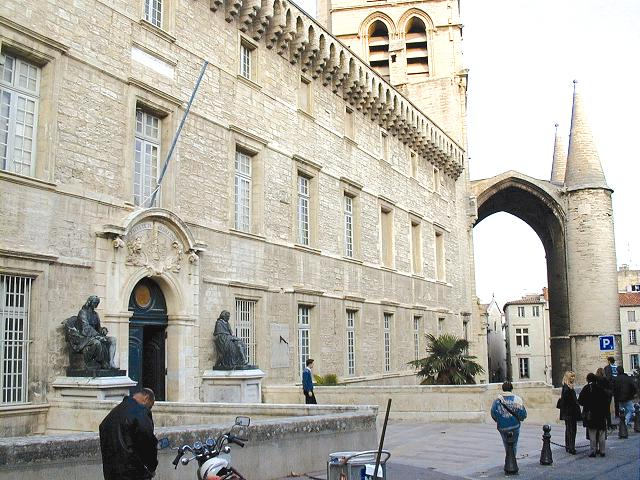
Budynek Wydziału Medycyny